# Wereldkampioenschap superbike van Lausitz 2017
Het wereldkampioenschap superbike van Lausitz 2017 was de negende ronde van het wereldkampioenschap superbike en de achtste ronde van het wereldkampioenschap Supersport 2017. De races werden verreden op 19 en 20 augustus 2017 op de Lausitzring nabij Klettwitz, Duitsland.

## Superbike

### Race 1
| Pos | Nr | Rijder               | Constructeur | Rondes | Tijd           | Grid | Punten |
| --- | -- | -------------------- | ------------ | ------ | -------------- | ---- | ------ |
| 1   | 7  | Chaz Davies          | Ducati       | 21     | 34:08.073      | 6    | 25     |
| 2   | 1  | Jonathan Rea         | Kawasaki     | 21     | +1.834         | 2    | 20     |
| 3   | 66 | Tom Sykes            | Kawasaki     | 21     | +3.250         | 1    | 16     |
| 4   | 33 | Marco Melandri       | Ducati       | 21     | +16.005        | 4    | 13     |
| 5   | 2  | Leon Camier          | MV Agusta    | 21     | +16.597        | 9    | 11     |
| 6   | 22 | Alex Lowes           | Yamaha       | 21     | +16.783        | 7    | 10     |
| 7   | 32 | Lorenzo Savadori     | Aprilia      | 21     | +24.898        | 3    | 9      |
| 8   | 12 | Javier Forés         | Ducati       | 21     | +31.137        | 12   | 8      |
| 9   | 81 | Jordi Torres         | BMW          | 21     | +31.373        | 5    | 7      |
| 10  | 50 | Eugene Laverty       | Aprilia      | 21     | +40.593        | 8    | 6      |
| 11  | 36 | Leandro Mercado      | Aprilia      | 21     | +47.796        | 14   | 5      |
| 12  | 88 | Randy Krummenacher   | Kawasaki     | 21     | +48.509        | 19   | 4      |
| 13  | 21 | Markus Reiterberger  | BMW          | 21     | +50.795        | 10   | 3      |
| 14  | 40 | Román Ramos          | Kawasaki     | 21     | +1:00.282      | 20   | 2      |
| 15  | 60 | Michael van der Mark | Yamaha       | 21     | +1:04.118      | 11   | 1      |
| 16  | 86 | Ayrton Badovini      | Kawasaki     | 21     | +1:35.425      | 16   |        |
| DNF | 35 | Raffaele De Rosa     | BMW          | 16     | Schade ongeluk | 13   |        |
| DNF | 19 | Paweł Szkopek        | Yamaha       | 15     | Uitgevallen    | 21   |        |
| DNF | 84 | Riccardo Russo       | Kawasaki     | 14     | Uitgevallen    | 22   |        |
| DNF | 37 | Ondřej Ježek         | Kawasaki     | 10     | Uitgevallen    | 18   |        |
| DNF | 34 | Davide Giugliano     | Honda        | 10     | Uitgevallen    | 17   |        |
| DNF | 55 | Massimo Roccoli      | Yamaha       | 6      | Uitgevallen    | 23   |        |
| DNS | 6  | Stefan Bradl         | Honda        | 0      | Niet gestart   |      |        |

### Race 2
| Pos | Nr | Rijder               | Constructeur | Rondes | Tijd        | Grid | Punten |
| --- | -- | -------------------- | ------------ | ------ | ----------- | ---- | ------ |
| 1   | 7  | Chaz Davies          | Ducati       | 21     | 34:05.220   | 6    | 25     |
| 2   | 1  | Jonathan Rea         | Kawasaki     | 21     | +2.290      | 2    | 20     |
| 3   | 33 | Marco Melandri       | Ducati       | 21     | +4.388      | 4    | 16     |
| 4   | 66 | Tom Sykes            | Kawasaki     | 21     | +14.167     | 1    | 13     |
| 5   | 22 | Alex Lowes           | Yamaha       | 21     | +15.786     | 7    | 11     |
| 6   | 2  | Leon Camier          | MV Agusta    | 21     | +16.023     | 9    | 10     |
| 7   | 32 | Lorenzo Savadori     | Aprilia      | 21     | +16.138     | 3    | 9      |
| 8   | 81 | Jordi Torres         | BMW          | 21     | +16.900     | 5    | 8      |
| 9   | 21 | Markus Reiterberger  | BMW          | 21     | +20.355     | 10   | 7      |
| 10  | 12 | Javier Forés         | Ducati       | 21     | +24.066     | 12   | 6      |
| 11  | 60 | Michael van der Mark | Yamaha       | 21     | +24.885     | 11   | 5      |
| 12  | 36 | Leandro Mercado      | Aprilia      | 21     | +35.566     | 14   | 4      |
| 13  | 6  | Stefan Bradl         | Honda        | 21     | +36.772     | 15   | 3      |
| 14  | 40 | Román Ramos          | Kawasaki     | 21     | +38.508     | 20   | 2      |
| 15  | 35 | Raffaele De Rosa     | BMW          | 21     | +39.613     | 13   | 1      |
| 16  | 37 | Ondřej Ježek         | Kawasaki     | 21     | +1:00.744   | 18   |        |
| 17  | 34 | Davide Giugliano     | Honda        | 21     | +1:01.401   | 17   |        |
| 18  | 86 | Ayrton Badovini      | Kawasaki     | 21     | +1:01.531   | 16   |        |
| 19  | 55 | Massimo Roccoli      | Yamaha       | 21     | +1:27.642   | 23   |        |
| DNF | 88 | Randy Krummenacher   | Kawasaki     | 15     | Ongeluk     | 19   |        |
| DNF | 84 | Riccardo Russo       | Kawasaki     | 15     | Uitgevallen | 22   |        |
| DNF | 19 | Paweł Szkopek        | Yamaha       | 13     | Ongeluk     | 21   |        |
| DNF | 50 | Eugene Laverty       | Aprilia      | 8      | Ongeluk     | 8    |        |

## Supersport
De race werd na 16 ronden afgebroken vanwege een crash van Federico Caricasulo en werd niet herstart.
| Pos | Nr  | Rijder                | Constructeur | Rondes | Tijd           | Grid | Punten |
| --- | --- | --------------------- | ------------ | ------ | -------------- | ---- | ------ |
| 1   | 32  | Sheridan Morais       | Yamaha       | 16     | 27:11.624      | 1    | 25     |
| 2   | 1   | Kenan Sofuoğlu        | Kawasaki     | 16     | +0.354         | 5    | 20     |
| 3   | 144 | Lucas Mahias          | Yamaha       | 16     | +0.600         | 6    | 16     |
| 4   | 16  | Jules Cluzel          | Honda        | 16     | +1.010         | 4    | 13     |
| 5   | 66  | Niki Tuuli            | Yamaha       | 16     | +9.463         | 3    | 11     |
| 6   | 87  | Lorenzo Zanetti       | MV Agusta    | 16     | +11.834        | 8    | 10     |
| 7   | 111 | Kyle Smith            | Honda        | 16     | +14.175        | 9    | 9      |
| 8   | 13  | Anthony West          | Yamaha       | 16     | +15.761        | 13   | 8      |
| 9   | 36  | Thomas Gradinger      | Yamaha       | 16     | +21.846        | 17   | 7      |
| 10  | 81  | Luke Stapleford       | Triumph      | 16     | +26.955        | 7    | 6      |
| 11  | 71  | Christoffer Bergman   | Honda        | 16     | +28.740        | 15   | 5      |
| 12  | 11  | Christian Gamarino    | Honda        | 16     | +28.860        | 22   | 4      |
| 13  | 38  | Hannes Soomer         | Honda        | 16     | +30.470        | 10   | 3      |
| 14  | 61  | Alessandro Zaccone    | MV Agusta    | 16     | +35.015        | 16   | 2      |
| 15  | 65  | Michael Canducci      | Kawasaki     | 16     | +37.982        | 18   | 1      |
| 16  | 77  | Kyle Ryde             | Kawasaki     | 16     | +38.186        | 21   |        |
| 17  | 56  | Péter Sebestyén       | Kawasaki     | 16     | +42.414        | 29   |        |
| 18  | 10  | Nacho Calero          | Kawasaki     | 16     | +45.043        | 20   |        |
| 19  | 63  | Zulfahmi Khairuddin   | Kawasaki     | 16     | +45.535        | 26   |        |
| 20  | 26  | Kazuki Watanabe       | Kawasaki     | 16     | +47.126        | 24   |        |
| 21  | 83  | Lachlan Epis          | Kawasaki     | 16     | +48.127        | 28   |        |
| 22  | 74  | Jaimie van Sikkelerus | Yamaha       | 16     | +1:04.701      | 30   |        |
| 23  | 78  | Hikari Okubo          | Honda        | 16     | +1:13.606      | 11   |        |
| 24  | 104 | Ken Eguchi            | Kawasaki     | 16     | +1:22.160      | 32   |        |
| 25  | 35  | Stefan Hill           | Triumph      | 16     | +1:46.142      | 27   |        |
| 26  | 48  | Giuseppe Scarcella    | Honda        | 15     | +1 ronde       | 33   |        |
| DNF | 64  | Federico Caricasulo   | Yamaha       | 16     | Ongeluk        | 2    |        |
| DNF | 99  | P.J. Jacobsen         | MV Agusta    | 15     | Uitgevallen    | 14   |        |
| DNF | 4   | Gino Rea              | Kawasaki     | 15     | Ongeluk        | 12   |        |
| DNF | 25  | Alex Baldolini        | MV Agusta    | 14     | Uitgevallen    | 23   |        |
| DNF | 147 | Marc Buchner          | Yamaha       | 7      | Schade ongeluk | 25   |        |
| DNF | 47  | Rob Hartog            | Kawasaki     | 1      | Uitgevallen    | 19   |        |
| DNS | 69  | Xavier Cardelús       | MV Agusta    | 0      | Niet gestart   |      |        |

## Tussenstanden na wedstrijd

### Superbike
| Pos | Nr | Rijder         | Team     | Punten |
| --- | -- | -------------- | -------- | ------ |
| 1   | 1  | Jonathan Rea   | Kawasaki | 381    |
| 2   | 66 | Tom Sykes      | Kawasaki | 311    |
| 3   | 7  | Chaz Davies    | Ducati   | 276    |
| 4   | 33 | Marco Melandri | Ducati   | 218    |
| 5   | 22 | Alex Lowes     | Yamaha   | 169    |

### Supersport
| Pos | Nr  | Rijder          | Team      | Punten |
| --- | --- | --------------- | --------- | ------ |
| 1   | 144 | Lucas Mahias    | Yamaha    | 121    |
| 2   | 1   | Kenan Sofuoğlu  | Kawasaki  | 120    |
| 3   | 32  | Sheridan Morais | Yamaha    | 101    |
| 4   | 16  | Jules Cluzel    | Honda     | 88     |
| 5   | 99  | P.J. Jacobsen   | MV Agusta | 68     |

2001 · 2002 · 2005 · 2006 · 2007 · 2016 · 2017